# Polymerisation
Polymerisation (auch Polymerbildungsreaktion, nach IUPAC Polymerization genannt) ist eine allgemeine Sammelbezeichnung für Synthesereaktionen, die gleichartige oder unterschiedliche Monomere in Polymere überführen. Als Sammelbezeichnung für technische Polymerisationen wird in der deutschsprachigen Literatur gelegentlich das Wort Polyreaktion verwendet.

Einteilung von Polymerisationen

Technische Polymerisationsreaktionen dienen meist der Synthese von Kunststoffen, die in Kettenpolymerisationen und Stufenwachstumsreaktionen unterteilt werden.
- Kettenpolymerisationen (auch Kettenwachstumsreaktionen, in der engl. Literatur chain-growth polymerization genannt) erfolgen über ein aktives Kettenende. Sie lassen sich in radikalische, kationische, anionische und koordinative Kettenpolymerisationen unterteilen.
- Stufenwachstumsreaktionen (in der engl. Literatur step-growth polymerization genannt) erfolgen über Polykondensation (auch Kondensationpolymerisationen) oder Polyaddition (auch Additionspolymerisationen genannt).[4]

Biologische Polymerisationsreaktionen verlaufen nach komplett anderen Mechanismen und sind wesentlich komplexer, siehe Abschnitt Biologische Polymerisationen.

## Begriff
Es entstehen häufig Missverständnisse durch uneinheitliche Wortwahl und Begriffsbedeutungen in der deutschen und englischen Fachliteratur sowie durch die in der Literatur oft abweichende Begriffsverwendung von den Vorschlägen der IUPAC. So bezeichnet in der deutschen (und besonders älteren) Literatur Polymerisation oft nur Kettenpolymerisationen. Zunehmend wird jedoch dem Vorschlag der IUPAC gefolgt und der Begriff Polymerisation als Oberbegriff für beliebige Polymerbildungsreaktionen verwendet, so auch in diesem Artikel.
Die Bezeichnung Kettenpolymerisation (nach IUPAC chain polymerization) ist in der deutschen Literatur – im Gegensatz zum klassischen Wort Polymerisation (siehe Begriffsklärung) – weitgehend IUPAC-konform.
Der Begriff Polyreaktion wird gelegentlich als Synonym zu Polymerisation im modernen (hier definierten) Sinn verwendet, um eine Alternative zu dem doppeldeutig verwendeten Begriff zu haben. 

## Einteilung
Polymerbildungsreaktionen verlaufen grundsätzlich ausgehend von niedermolekularen Ausgangsverbindungen (Monomeren) zu langkettigen, oft auch verzweigten, hochmolekularen Molekülen (Makromoleküle). In der Kunststoffchemie ist der Verlauf des Wachstums bei der Polymerbildung wichtig und lässt sich in Kettenwachstum und Stufenwachstum unterteilen.

### Kettenwachstumsreaktion

Schematischer Verlauf einer Kettenwachstumsreaktion mit Umsätzen in Prozent. Schon bei kleinen Umsätzen liegen nicht mehr wachsende Makromoleküle vor.

Beim Kettenwachstum (Kettenpolymerisation) erfolgt nach einer Startreaktion (Initiierung) eine fortwährende Anbindung von Monomeren (M) an die wachsende Polymerkette die aus i Monomereinheiten entstanden ist (Pi):
Pi + M → Pi+1
In dieser Gleichung kann i alle ganzzahligen Werte ≥ 2 haben, da nicht zwischen Dimeren, Oligomeren oder Polymeren unterschieden werden soll. Ein solches Wachstum tritt auf, wenn nur die wachsende Polymerkette eine reaktionsaktivierende Funktionalität trägt. Es kann sich dabei um ein Radikal (radikalische Kettenpolymerisation), ein Kation (kationische Kettenpolymerisation), ein Anion (anionische Kettenpolymerisation) oder um einen koordinativen Komplex (koordinative Kettenpolymerisation) handeln. Die Bildung der Polymere verläuft als (unverzweigte) Kettenreaktion. Dieses Wachstum hat zur Folge, dass sich schon bei sehr niedrigen Umsätzen Makromoleküle bilden und große Mengen an Monomeren unverändert vorliegen.

### Stufenwachstumsreaktion
Stufenwachstum erfolgt, wenn die Monomere mindestens zwei funktionelle Gruppen tragen, die beide unabhängig voneinander reaktionsfähig sind; sie verlaufen nicht als Kettenwachstumsreaktionen. Bei diesem Wachstum bilden sich bei niedrigen und mittleren Umsätzen nur Dimere, Trimere und Oligomere. Erst bei fast vollständigem Umsatz der funktionellen Gruppen bilden sich hochmolekulare Produkte. In der folgenden Abbildung werden Monomere als Kreise symbolisiert.
Die grünen Segmente der Kreise stellen zwei reaktive funktionelle Gruppen dar, die alle Monomere zu Beginn der Reaktion (0 % Umsatz) tragen. Bei 25 % Umsatz haben sich im Wesentlichen nur Dimere gebildet; die reaktiven Gruppen haben sich unter Ausbildung einer chemischen Bindung vereinigt. Selbst bei 75 % Umsatz liegen nur Oligomere vor. Um hochmolekulare Verbindungen zu bilden, ist ein fast vollständiger Umsatz nötig. Stufenwachstum lässt sich in Polyaddition und Polykondensation unterteilen.

#### Polyaddition
Bei der Polyaddition (Additionspolymerisation, IUPAC: polyaddition) erfolgt das Wachstum über Additionsreaktionen. Als Erstes bilden sich aus den Monomeren (M) Dimere (P2) und Trimere (P3):
M + M → P2
P2 + M → P3
Bei Fortschritt des Wachstums reagieren Addukte mit beliebigen Polymerisationsgrad miteinander. In der Reaktionsgleichung können i und j daher alle ganzzahligen Werte ≥ 2 tragen.
Pi + Pj → Pi+j

#### Polykondensation
Polykondensation (Kondensationpolymerisation, IUPAC: polykondensation) verläuft über Kondensationsreaktionen. Daher wird bei jeder Reaktion ein Molekül (L), wie z. B. Wasser, abgespalten. Der Fortschritt des Wachstums ist ansonsten ähnlich der Polyaddition:
M + M → P2 + L
P2 + M → P3 + L
Pi + Pj → Pi+j + L

## Verlauf des Kettenwachstums

Schematische Darstellung von Polyreaktionen: Verlauf des mittlerer Polymerisationsgrad bei fortschreitendem Umsatz.

Der maximale, mittlere Polymerisationsgrad {\displaystyle {\overline {P}}_{\text{max}}} wird bei der Kettenpolymerisation (1) schon bei geringen Umsätzen erreicht; das schnelle Wachstum wird durch Abbruchreaktionen beendet. Es liegt ein Gemisch aus dem (gewünschten) Polymer und vielen Monomeren vor. Im Verlauf der Reaktion erfolgt durch neue, zögerlich ablaufende Initiierung (Propagation) die Bildung von neuen, wiederum schnell wachsenden Polymerketten, die zu vollständigen Umsetzungen der Monomere führen können. Bei der Stufenpolymerisation (2) bilden sich bei fortschreitendem Umsatz nur Oligomere. Erst bei fast vollständigem Umsatz wird der maximale, mittlere Polymerisationsgrad erreicht. Bei der lebenden Polymerisation (3), einem Sonderfall der Kettenpolymerisation, wächst der Polymerisationsgrad kontinuierlich zum maximalen, mittleren Polymerisationsgrad an, da keine Abbruchreaktionen das Wachstum stoppen.
| Vergleich der Wachstumsreaktionen[6]                                                                                           | Vergleich der Wachstumsreaktionen[6]                                                          |
| Kettenwachstumsreaktion | Stufenwachstumsreaktion                                                                       |
| --- | --------------------------------------------------------------------------------------------- |
| Eine wachsende Kette reagiert nur mit Monomeren.                                                                               | Monomere, Dimere und Oligomere reagieren miteinander.                                         |
| Der Polymerisationsgrad ist nahezu unabhängig vom Umsatz.                                                                      | Der Polymerisationsgrad ist vom Umsatz abhängig.                                              |
| Im Reaktionsgemisch befinden sich Monomere, Makromoleküle, die nicht mehr wachsen und wenige wachsende Ketten.                 | Im Gemisch befinden sich Monomere, Oligomere und Polymere mit unterschiedlichen Kettenlängen. |
| Bei kleinem Umsatz liegen bereits Polymere mit langen Ketten vor.                                                              | Polymere mit langen Ketten bilden sich erst bei hohem Umsatz.                                 |
| Für den Start eines Kettenwachstums ist ein Initiator bzw. ein spezieller Katalysator notwendig.                               | Für den Start einer Wachstumsreaktion ist kein Initiator nötig.                               |
| Das Wachstum einer Kette wird durch eine Abbruchreaktion beendet, es sei denn, es handelt sich um eine lebende Polymerisation. | Es treten keine Abbruchreaktionen auf.                                                        |

## Biologische Polymerisationen
In Lebewesen dienen Polymerisationsreaktionen u. a. zur Synthese von DNA und Proteinen. Sie verlaufen nach anderen und wesentlich komplexeren Mechanismen als zuvor aufgeführt. Sie beinhalten in der Regel eine temporäre Komplex-Bildung mit einer Matrize. So dient etwa in der Protein-Biosynthese die mRNA als Matrize, die einen Komplex mit Ribosomen eingeht. In der Folge wird die Sequenz der Matrize auf das neu gebildete Polymer übertragen. Die äußerst komplexen Mechanismen erlauben ein hohes Maß an Kontrolle über das finale Polymer.
Biologische Polymerisationsreaktionen sind bislang nur in einigen Fällen technisch nutzbar gemacht worden, etwa in der Polymerase-Kettenreaktion oder in der enzymatischen Polymerisation von technischen Polymeren.